# La tragedia di Jegor
La tragedia di Jegor (Петербургская ночь, Peterburgskaja noč') è un film del 1934 diretto da Grigorij L'vovič Rošal' e Vera Stroeva.